# حمض نووي ريبوزي ناقل

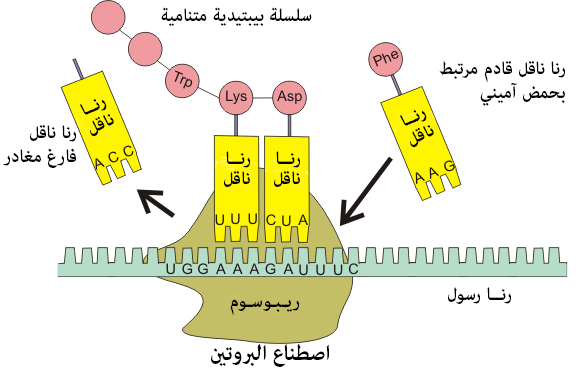
تفاعل الحمض النووي الريبوزي النقال أثناء ترجمة تكوين سلسلة بروتين معقد (يحمل الببتيدات (بنفسجي) ويشبكها ببعضها لتكوين سلسلة بروتين طويلة.)

الحمض النووي الريبوزي الناقل أو  رنا ناقل (بالإنجليزية: Transfer RNA or tRNA) هو جزيء محوّل، ويتكون الحمض النووي الريبوزي الناقل عادة طوله من 73 حتى 93 نوكليوتيد وهو يساعد في ترابط سلسلات النوكليوتيدات المكونة للحمض النووي (الحمض النووي الريبوزي منقوص الأكسجين أو الحمض النووي الريبوزي) وتكوين الأحماض الأمينية للبروتينات.
وظيفة الحمض النووي الريبوزي النقال mRNA هي قراءة كودون (ثلاث نيوكليوتيدات) الذي يحمل الرنا الرسول حمض نووي ريبوزي رسول، وإذا كان لديه الحمض الأميني المناسب للثلاثة (حسب الشيفرة الجينيّة), فإنه يرتبط إلى الريبوسوم، حيث يتم إرفاق الببتيد (الحمض الأميني) بسلسلة البروتينات البسيطة المبنية لتكوين بروتين أكثر تعقيدا . بالتالي، الحمض النووي الريبوزي النقال tRNA يساعد في عملية ترجمة الجينات وإنتاج بروتينات. وهو عندما يفعل ذلك فهو يساعد الرنا المرسال mRNA الذي يحمل الشفرة لتكوين بروتين.
الحمض النووي الريبوزي النقال tRNA يشكل ما بين 10% حتى 15% من الحمض النووي الريبوزي RNA بخلايا البكتيريا. خلية بكتيريّة متوسطة تتضمن حوالي 400,000 من جزيئات الحمض النووي الريبوزي النقال tRNA.

## وصلات خارجية
- علاقة الحمض النووي الريبوزي الناقل (tRNA) بمرض القلب والسكتة (بالإنجليزية)
- جزيء الشهر بنك بيانات RCSB © للبروتينات: (بالإنجليزية)
  - الحمض النووي الريبوزي الناقل (tRNA)
  - مُخلِّقة أمينوأسيل الحمض النووي الريبوزي الناقل (tRNA)
  - عوامل الاستطالة
- tRNAdb (updated and completely restructured version of Spritzls tRNA compilation) نسخة محفوظة 19 يوليو 2011 على موقع واي باك مشين.
- GtRNAdb: Collection of tRNAs identified from complete genomes
- HGNC: Gene nomenclature of human tRNAs